# Marko Kropyvnyc'kyj
Marko Lukyč Kropyvnyc'kyj (in ucraino Марко Лукич Кропивницький?; Bežbayraky, 7 maggio 1840 – Charkiv, 8 aprile 1910) è stato uno scrittore, drammaturgo e regista teatrale ucraino.
Al suo nome sono associati la creazione del primo teatro professionale ucraino e la fase successiva dello sviluppo del dramma realistico.

## Biografia
Nato nella famiglia di un proprietario terriero. Nel 1856 si diplomò alla Scuola di Bobrynec' . Nel 1861-1871 ha lavorato nel tribunale. Successivamente, ha studiato presso la Facoltà di Giurisprudenza dell'Università di Kiev .

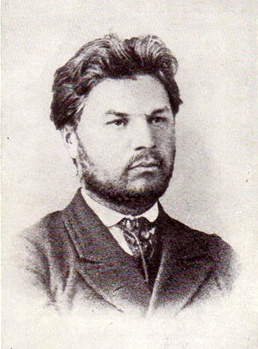
In giovane età

Nel 1882, a Elisavetgrad, organizzò la propria compagnia, meglio conosciuta come “Teatro di Corifeo”. Si sono esibiti con successo non solo nelle città dell'Impero russo, ma anche in Germania, Francia e Italia .
Kropyvnyc'kyj ha posato come modello per l'immagine di uno dei cosacchi per il dipinto I cosacchi dello Zaporož'e scrivono una lettera al sultano di Turchia .

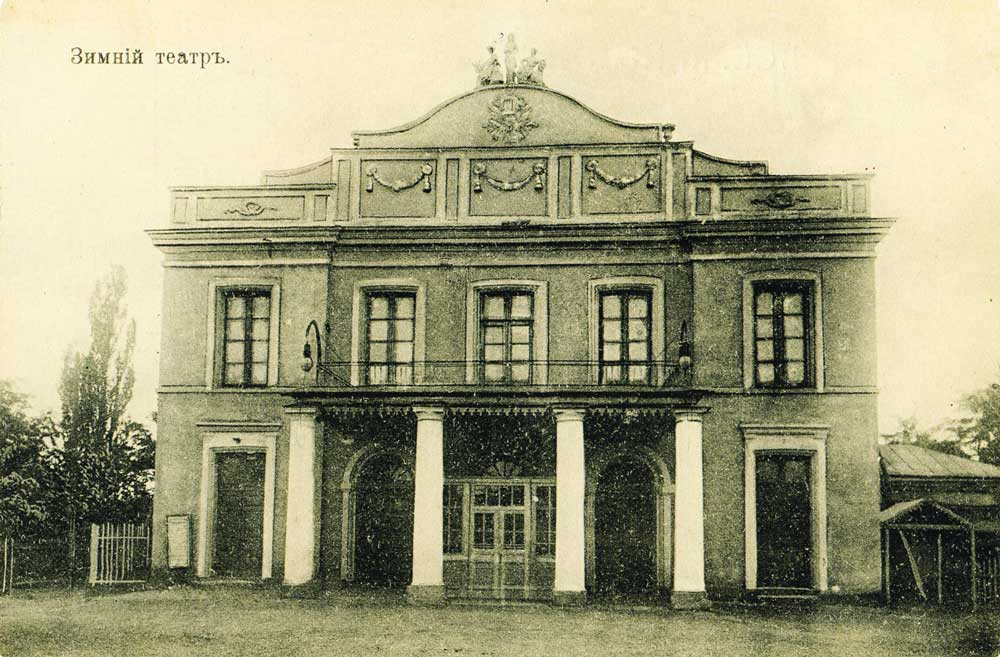
Teatro nella città di Kropyvnyc'kyj

Kropyvnyc'kyj ha scritto le sue opere drammatiche in ucraino. La prima edizione della raccolta di drammi di Kropyvnyc'kyj fu pubblicata a Kiev nel 1882; e la seconda edizione a Charkiv nel 1885 .
Le opere di Kropyvnyc'kyj si distinguono per la conoscenza della vita popolare e la qualità scenica. Nel 1911 fu pubblicata la quarta edizione delle sue opere. In totale, Marko Kropyvnyc'kyj ha scritto 40 opere teatrali .

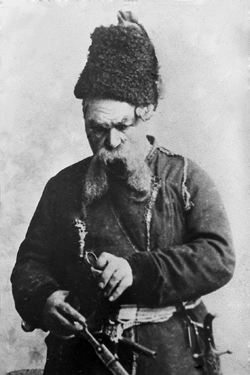
Nel ruolo di Taras Bulba

Morì l'8 aprile 1910 mentre andava da Odessa a Pervomajs'k, dove era in tournée. Sepolto a Charkiv 

## Memoria
Nel 2016 la città di Kirovograd è stata ribattezzata in suo onore